# Antilly (Mosela)
Antilly é uma comuna francesa na região administrativa do Grande Leste, no departamento de Mosela. Estende-se por uma área de 4.74 km², e possui 175 habitantes, segundo o censo de 2018, com uma densidade de 37 hab/km².